# Ernst Walker
Ernst Walker (* 30. April 1887 in Stuttgart; † 5. Mai 1955 in Baden-Baden) war ein deutscher Architekt und Politiker (DemP, FDP).

## Leben

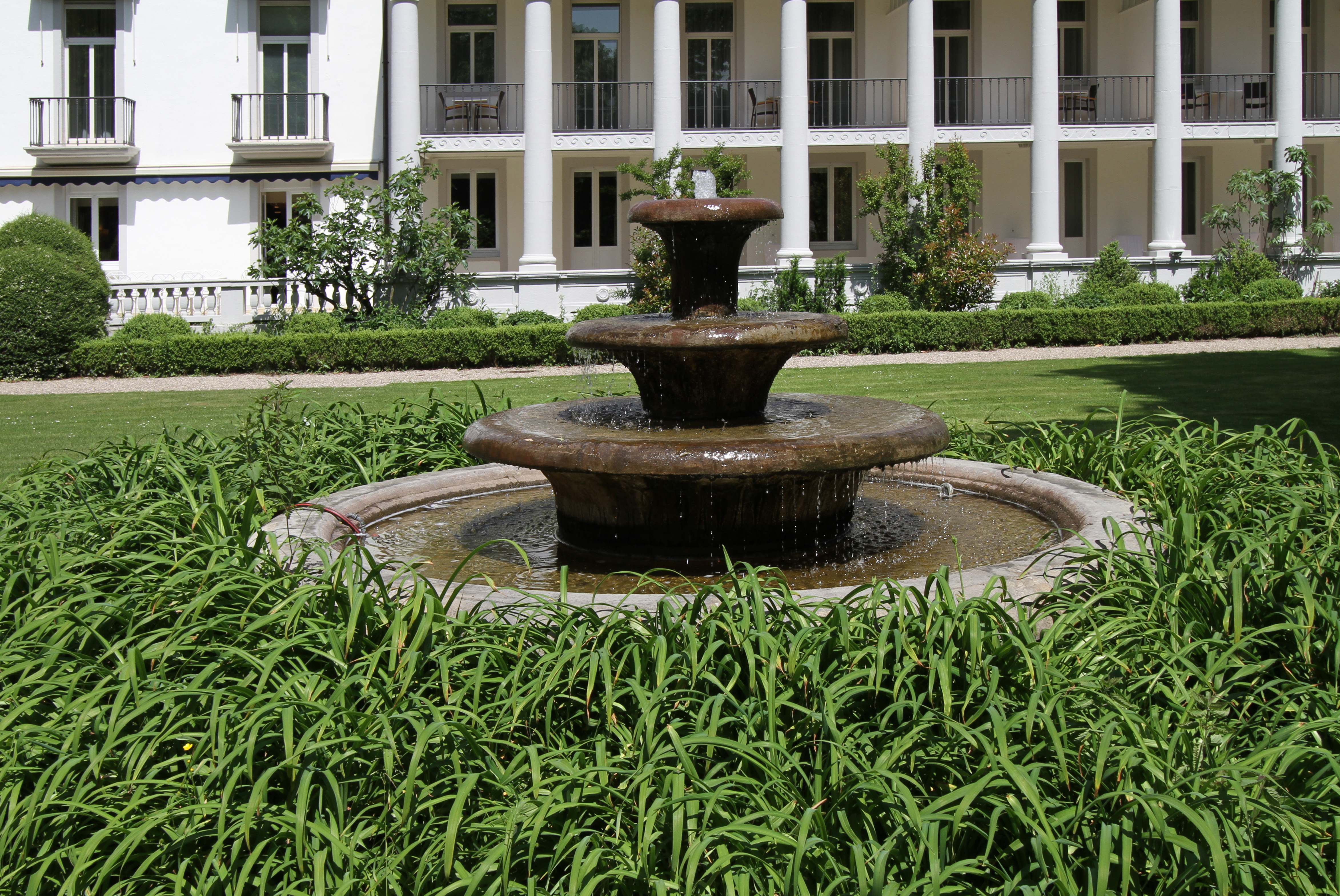
Der von Walker geschaffene Dreischalenbrunnen in Baden-Baden

Walker war beruflich als Architekt in Baden-Baden tätig. 1925 schuf er den Dreischalenbrunnen im Garten des Hotels Badischer Hof, der später zum Erkennungszeichen des Südwestfunks und zu einem Wahrzeichen Baden-Badens wurde. Walker trat 1946 in die Demokratische Partei ein, aus der 1948 der Landesverband der FDP Südbaden hervorging. Von 1946 bis zu seiner Mandatsniederlegung am 20. Februar 1947, die aus gesundheitlichen Gründen erfolgte, war er Mitglied der Beratenden Landesversammlung des Landes Baden. Für ihn rückte Peter Raule ins Parlament nach.